# Wencisław Inkiow
Wencisław Inkiow, bułg. Венцислав Инкьов (ur. 19 maja 1956 w Stanke Dimitrow) – bułgarski szachista i sędzia szachowy (International Arbiter od 2011), arcymistrz od 1982 roku.

## Kariera szachowa
Największe sukcesy w swojej karierze osiągnął w latach 80. XX wieku. W 1982 roku zdobył w Sofii tytuł indywidualnego mistrza Bułgarii (pokonując w dogrywce Walentina Łukowa), natomiast w 1987 (w Zagrzebiu) jedyny raz wystąpił w turnieju międzystrefowym (eliminacji mistrzostw świata), zajmując XIII miejsce. W okresie tym należał również do podstawowych zawodników reprezentacji kraju. Pomiędzy 1978 a 1990 rokiem sześciokrotnie reprezentował barwy Bułgarii na szachowych olimpiadach, natomiast w latach 1980, 1983 i 1989 - trzykrotnie w drużynowych mistrzostwach Europy.
Pierwszy znaczący sukces na arenie międzynarodowej odniósł na przełomie 1973 i 1974 roku, zajmując IV miejsce (za Siergiejem Makaryczewem, Jozsefem Pinterem i Adamem Kuligowskim) w mistrzostwach Europy juniorów do lat 20 w Groningen. W 1975 podzielił III-IV miejsce (z Jonathanem Mestelem) w mistrzostwach świata juniorów do lat 20 w Tjentište, a na przełomie 1975 i 1976 roku zdobył brązowy medal w mistrzostwach Europy juniorów w tej samej kategorii wiekowej (rozegranych ponownie w Groningen). W następnych latach osiągnął szereg międzynarodowych sukcesów, m.in. w:
- Łodzi (1978, memoriał Kazimierza Makarczyka, I m.),
- Pamporowie (1982, dz. II m.),
- Atenach (1983, III m.),
- Soczi (1983, memoriał Michaiła Czigorina, dz. III m. za Anatolijem Wajserem i Jewgienijem Swiesznikowem),
- Niszu (1983, dz. I m. z Bosko Abramoviciem),
- Płowdiw (1984, dz. II m. za Jamesem Plaskettem, z Nigelem Shortem),
- Warnie (1985, dz. I m. z Elizbarem Ubiławą i Rainerem Knaakiem),
- Warszawie (1987, turniej strefowy, II m. za Jozsefem Pinterem),
- Clichy (1999, dz. I m. z Petyrem Welikowem),
- Bois-Colombes (1999, I m.),
- Robecchetto con Induno (2000, I m.),
- Arco (2000, dz. II m. za Władimirem Tukmakowem),
- Rijece (2001, dz. I m. z Petarem Welikowem),
- Plancoecie (2001, I m.),
- Condomie (2002, dz. I m. z Viorelem Iordachescu i Ibragimem Chamrakułowem)[4],
- Paryżu (2002, dz. II m. za Cyrilem Marcelinem),
- Le Touquet (2002, I m.),
- Bad Neustadt (2003, I m.),
- Guingamp (2004, I m.),
- Evry (2004, dz. II m. za Murtasem Każgalejewem, z Andriejem Szczekaczewem),
- Marsylii (2005, dz. II m. za Aleksandrem Karpaczewem, z m.in. Glennem Flearem, Markiem Hebdenem i Davorem Palo),
- Schwäbisch Gmünd (2006, dz. I m. z Wiaczesławem Ikonnikowem, Władimirem Burmakinem i Falko Bindrichem) oraz w Paryżu (2006, dz. I m. z Marcem Dutreeuwem(inne języki)).

Najwyższy ranking w dotychczasowej karierze osiągnął 1 lipca 2006, z wynikiem 2538 punktów dzielił wówczas 6-7. miejsce wśród bułgarskich szachistów.